# Déraillement
 (avril 2025).
Si vous disposez d'ouvrages ou d'articles de référence ou si vous connaissez des sites web de qualité traitant du thème abordé ici, merci de compléter l'article en donnant les références utiles à sa vérifiabilité et en les liant à la section « Notes et références ».

Déraillement et incendie d'une locomotive diesel CC 65000 après une collision avec une automobile sur un passage à niveau en 1969.

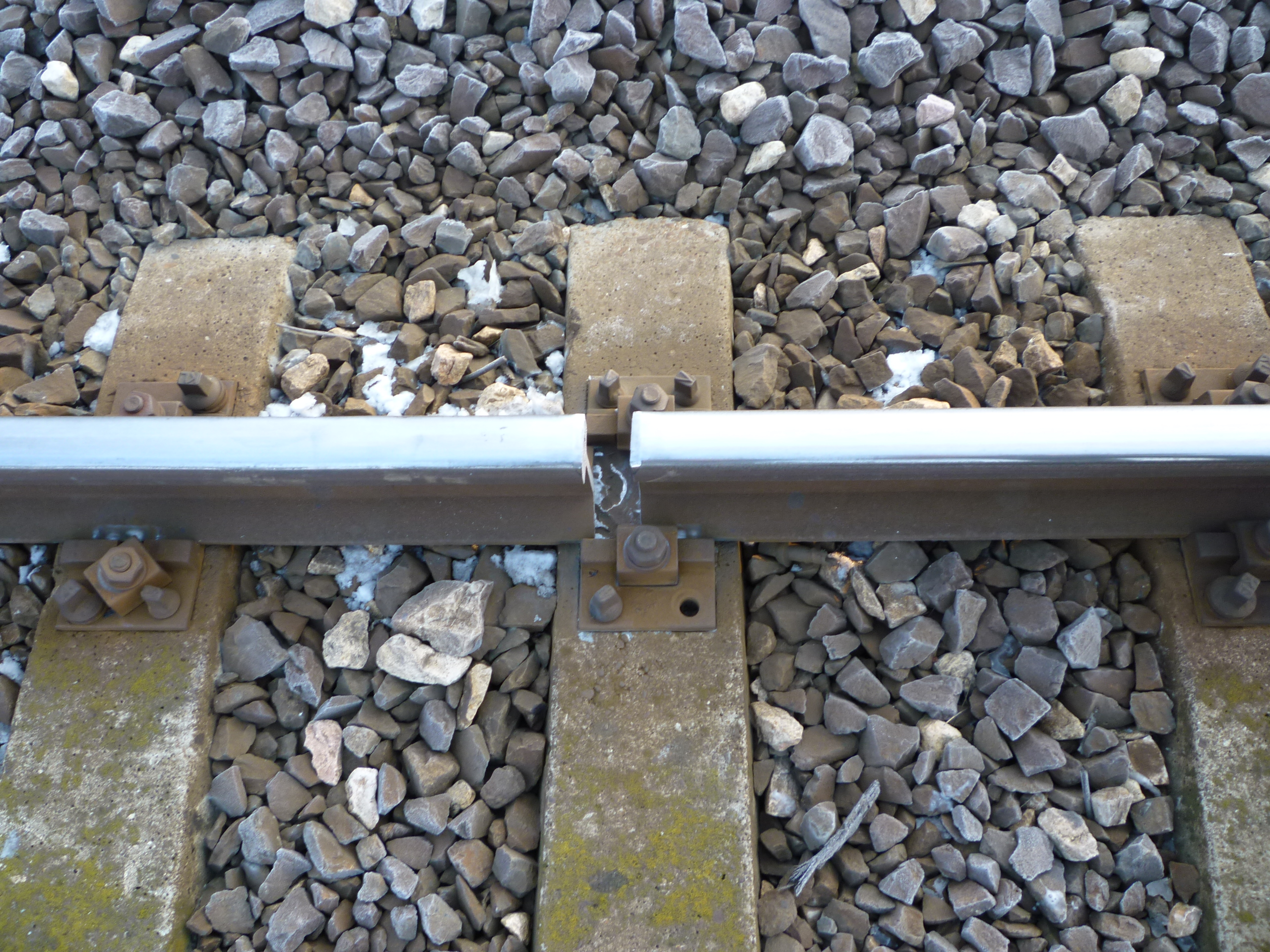
Vue d'un rail cassé.

Un déraillement est un incident ou un accident de chemin de fer dans lequel un train, ou plus généralement un véhicule ferroviaire, sort des rails formant la voie, totalement ou partiellement. Les conséquences peuvent être limitées ou au contraire très graves, causant dans certains cas, des dommages matériels, des blessures et parfois même des morts.

## Causes
Les causes d'un déraillement accidentel peuvent être multiples :
- défaut de la voie : rail cassé ou mal aligné, mauvaise géométrie de la voie ;
- vitesse excessive dans une courbe, provoquant une force d'inertie d'entraînement (force centrifuge) trop importante qui fait basculer le matériel roulant ;
- défaillance du matériel roulant, notamment au niveau des roues ;
- erreur d'aiguillage (normalement prévenue par les systèmes de sécurité) ;
- collision ou roulage sur un obstacle se trouvant sur la voie.

Un déraillement peut aussi être la conséquence d'une collision entre deux ou plusieurs trains.
Une autre cause de déraillement peut être le délestage d'une ou plusieurs roues d'un essieu dû à un défaut de voie ou à un mauvais équilibrage de la suspension du véhicule.
Dans certains cas, le déraillement peut être provoqué volontairement afin de protéger une voie principale contre l'intrusion d'un véhicule en dérive provenant d'une voie secondaire. Il est obtenu par un dispositif de protection (taquet dérailleur ou aiguille d'ensablement) placé avant le point de jonction avec la voie à protéger.
En cas de guerre, un déraillement peut-être provoqué par un sabotage.

## Sur lignes à grande vitesse

### En France
- 14 décembre 1992, le TGV 920 Annecy-Paris, assuré par la rame 56, déraille à 270 km/h au passage dans la gare de Mâcon-Loché-TGV (Saône-et-Loire) ; cause matérielle : blocage des roues d’un bogie par suite de la défaillance d’un composant électronique ; le bogie défaillant dérailla en franchissant les aiguillages à l’entrée de la gare ; aucun blessé dans le train, 25 personnes qui attendaient un autre TGV sur le quai sont légèrement blessées par des projections de ballast.
- 21 décembre 1993, le TGV 7150 Valenciennes-Paris, assuré par la rame 511, déraille à 300 km/h à hauteur d’Ablaincourt-Pressoir (Somme) ; la motrice de tête et les quatre premières voitures déraillent mais restent dans l’axe de la voie ; cause voie : affaissement de la plate-forme au droit d’une ancienne galerie datant de la Première Guerre mondiale, non détectée ; sur les 200 passagers, un seul fut légèrement blessé.
- 5 juin 2000, l’Eurostar 9047 Paris-Londres, assuré par la rame 3101/2 appartenant à la SNCB, déraille à 250 km/h près de la bifurcation de Croisilles (Pas-de-Calais), à proximité d’Arras ; quatre bogies (sur 24) sont sortis des rails ; sur les 501 passagers, une dizaine furent légèrement commotionnés ; cause matérielle : une bielle de réaction du bogie moteur arrière de la motrice de tête retrouvée détachée serait à l’origine de l’accident[1].
- 14 novembre 2015, déraillement d'un TGV d'essais assuré par la rame 744 ; le déraillement a eu lieu à Eckwersheim (Bas-Rhin) sur la ligne nouvelle Paris – Strasbourg ; provoquant la mort de onze personnes[2].

### En Allemagne

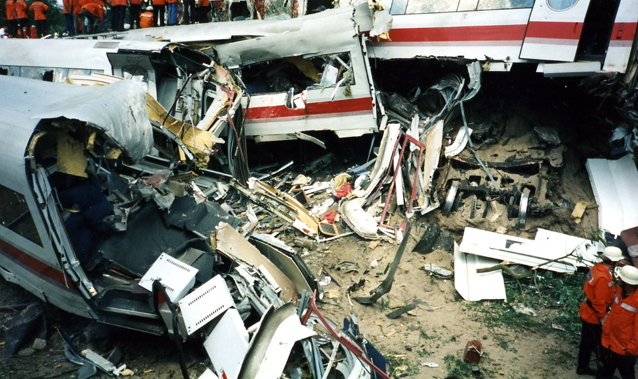
L'accident de l'ICE à Eschede.

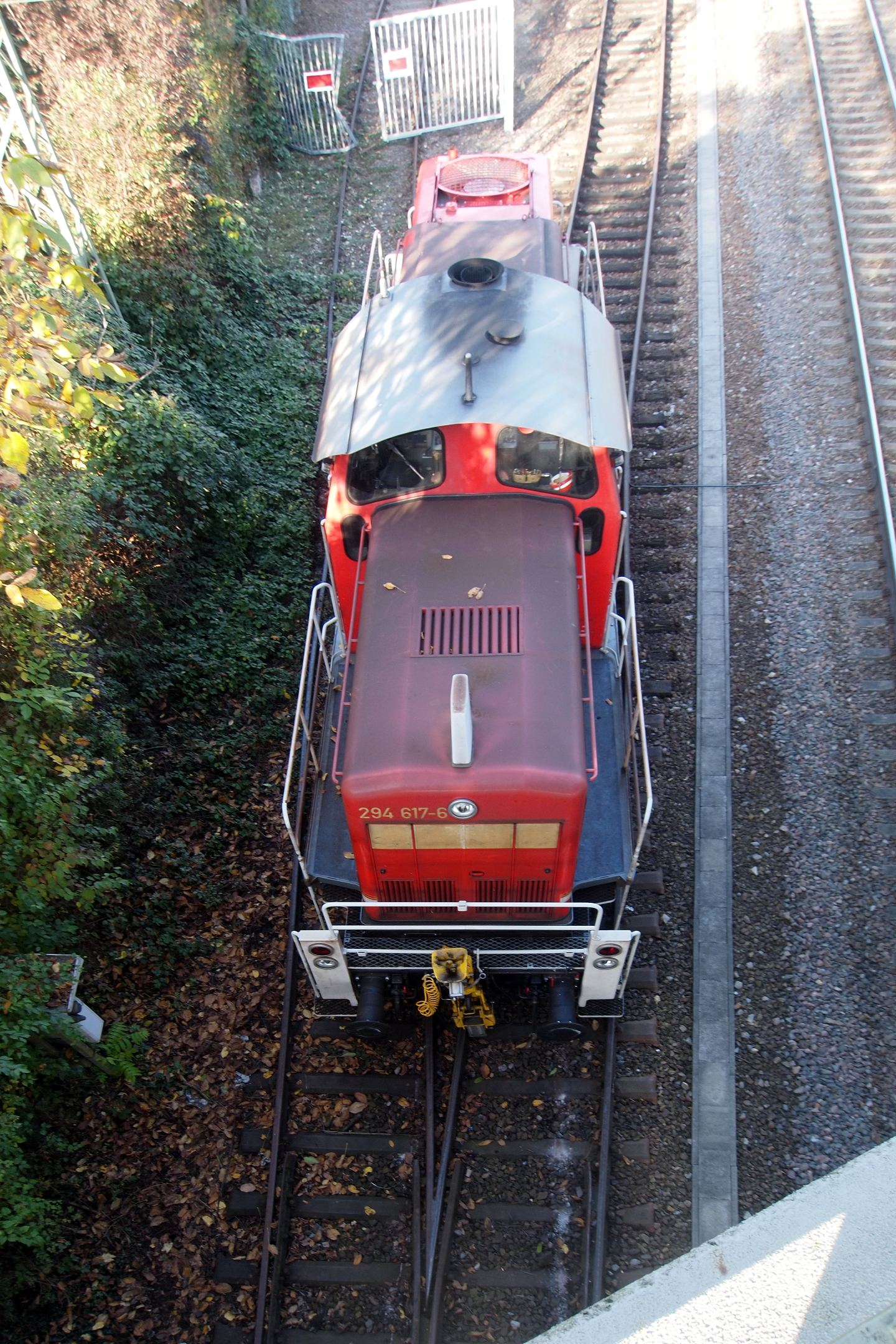
Locotracteur déraillé.

- 3 juin 1998, accident ferroviaire d'Eschede ; le bandage d'une roue de l'ICE reliant Munich à Hambourg se disloque, et se plante sous une voiture, et endommage un aiguillage lors du passage sur celui-ci, provoquant le déraillement d'une partie du train, qui ira percuter une pile de pont, provoquant l'effondrement de celui-ci sur le train ; cet accident fera 101 morts ainsi qu'une centaine de blessés.

## Sur lignes classiques

### En France
- L'accident ferroviaire le plus meurtrier à ce jour reste celui de Saint-Michel-de-Maurienne le 12 décembre 1917 où le déraillement dans la descente de la vallée de la Maurienne d'un train en surcharge rempli de permissionnaires revenant du front italien a fait entre 425 et 700 morts.
- 27 mars 1970 - Accous (Pyrénées-Atlantiques) : dérive puis déraillement d'un train céréalier, l'équipe de conduite étant sortie pour sabler manuellement les rails afin d'améliorer l'adhérence des roues qui patinaient en raison des conditions météorologiques et de la forte pente, sur la ligne de Pau à Canfranc (Espagne)[3]. Cet accident a entraîné la destruction du pont métallique de L'Estanguet, situé sur le gave d’Aspe. La ligne internationale Pau - Canfranc est depuis neutralisée entre Bedous et Canfranc. Cet accident spectaculaire ne fit aucune victime.
- Le 14 mars 1972, l'express 3333 à destination de Caen dérailla à l'entrée de la gare de Bréval.Une poutre métallique tomba d'un wagon d'un train croiseur et fut happé par le chasse-pierres du Turbotrain.Le freinage à l'entrée de la gare provoqua la chute de la poutre qui se coinça dans la première aiguille de la gare, provoquant le déraillement de la rame en particulier de la motrice qui s'est couchée et la première remorque. Le reste de la rame est resté sur les rails. La réaction rapide des employés de la gare,de la coopérative agricole et son garage a permis d'éviter le pire aussi bien l'incendie total de la motrice mais aussi la rencontre du train Caen Paris. On retira 4 morts dans la motrice accidentée, dont le conducteur du dépôt de Caen, et 45 blessés.
- 18 mars 1976, à 2 h 20 - Bar-le-Duc : une Citroën Traction Avant, rate le virage qui précède le passage à niveau automatique no 110 de la ligne Paris - Strasbourg au PK 255,650. La voiture s'immobilise sur la voie et 3 minutes plus tard le train de fret 58008 assurée par la BB 15011 et ses 38 wagons de marchandises lancés à 103 km/h percute l'automobile. Sous l'effet du choc, la locomotive déraille et bascule dans le canal de la Marne au Rhin en entraînant dans sa chute le tablier du pont et une dizaine de wagons. Toutefois, il n'y eut pas de blessés graves. Cet accident est connu pour être l'accident automobile le plus coûteux pour les assureurs[4].
- 31 décembre 1983, une bombe avait été placée dans le compartiment à bagages à l'entrée d'une remorque dans une rame TGV Sud-Est assurant un service Marseille - Paris. Elle explosa près de Tain-l'Hermitage au sud de Lyon dans la vallée du Rhône, pratiquement en même temps qu'une autre bombe placée dans une consigne à bagages dans la gare de Marseille-Saint-Charles. Ces deux attentats, œuvre du terroriste Ilich Ramírez Sánchez (connu sous le nom de Carlos), firent cinq morts et cinquante blessés.
- 28 septembre 1988, le TGV 736 Grenoble-Paris heurte à 105 km/h un transport exceptionnel routier, transportant un transformateur électrique de 100 tonnes, bloqué sur un passage à niveau à Voiron (Isère) ; la DDE (Direction départementale de l’équipement) n’avait pas autorisé le convoi exceptionnel à passer sur ce passage à niveau ; le choc fut très violent à cause de la masse du poids lourd ; deux morts (le conducteur du TGV et un voyageur), 25 blessés légers parmi les voyageurs. Le TGV transportait 300 personnes. La rame 70, baptisée « Melun » fut détruite, à l’exception de la motrice 23 140, qui sert actuellement de motrice de réserve pour les rames PSE bicourant.
- 4 janvier 1991, à la suite d'une défaillance des freins, la rame 360, vide, se mit en marche au dépôt de Châtillon. La rame fut dirigée sur une voie inoccupée et vint s’encastrer à 60 km/h dans une rampe de chargement de voitures de la gare de Paris-Vaugirard. La motrice 24 119 fut détruite et les voitures 1 et 2 gravement endommagées. Il n’y eut aucune victime et la rame fut reconstruite.
- 25 septembre 1997, le TGV 7119 Paris-Dunkerque, assuré par la rame 502, percuta à 130 km/h une goudronneuse de 70 tonnes immobilisée sur le passage à niveau n°164 à Bierne (Nord). Il y eut 7 blessés. La motrice 28 004 fut radiée.
- 31 octobre 2001, le TGV 8515 Paris-Irun, assuré par la rame 363, déraille à Saubusse (Landes) entre Dax et Bayonne à 130 km/h ; les 10 voitures ont déraillé et la motrice arrière 24 125 s’est couchée sur la voie ; cause voie : rail cassé ; sur les 422 passagers, six furent blessés légèrement.
- 30 janvier 2003, le TGV Dunkerque-Paris heurte à 106 km/h un poids lourd bloqué sur le passage à niveau d’Esquelbecq ; gros dégâts sur la motrice mais seul un essieu a déraillé ; aucun blessé parmi les voyageurs, le conducteur du TGV est légèrement blessé. Pourtant, des efforts avaient été faits depuis le premier accident de ce type pour essayer de supprimer tous les passages à niveau des voies empruntées par le TGV. C’est notamment le cas pour le TGV Atlantique circulant sur ligne classique entre Le Mans et Nantes via Angers ainsi qu’entre Tours et Bordeaux via Poitiers et Angoulême.
- 19 décembre 2007, le TGV Paris-Genève no 6561, rame 46, a heurté à 100 km/h environ un camion circulant en convoi exceptionnel sur un itinéraire non autorisé et arrêté sur le passage à niveau de la D64 à Tossiat, causant 22 blessés légers dans le train, et la mort du conducteur du camion. Le train a déraillé mais ne s’est pas couché[5].
- 12 juillet 2013, le train Intercités 3657 Paris-Limoges, déraille en gare de Brétigny (Essonne) faisant 7 morts. Une éclisse (pièce métallique reliant deux rails) qui s'est détachée est à l'origine de cette catastrophe.

- 8 février 2014, le train assurant la liaison Nice-Digne, circulant alors à 30 km/h, est percuté par un rocher de plus de 20 tonnes et déraille a 9h10. La motrice avant tombe dans le ravin situé en contrebas de la voie mais celle de l'arrière de l'autorail empêche l’ensemble de basculer. Cette catastrophe a fait deux morts.

### Au Canada
6 juillet 2013, accident ferroviaire de Lac-Mégantic ; un train de marchandises composé de 72 wagons-citernes contenant du pétrole brut part en dérive, et déraille lors de la traversée du Lac-Mégantic, une municipalité de la région de l'Estrie, au Québec, provoquant des explosions et un incendie qui détruiront une quarantaine de bâtiments étendus sur une zone de 2 km2 ; Cet accident causera la mort de 47 personnes.